# NSMCE1
NSMCE1 (англ. NSE1 homolog, SMC5-SMC6 complex component) – білок, який кодується однойменним геном, розташованим у людей на 16-й хромосомі. Довжина поліпептидного ланцюга білка становить 266 амінокислот, а молекулярна маса — 30 855.
| 10         |  | 20         |  | 30         |  | 40         |  | 50         |
| ---------- |  | ---------- |  | ---------- |  | ---------- |  | ---------- |
| MQGSTRRMGV |  | MTDVHRRFLQ |  | LLMTHGVLEE |  | WDVKRLQTHC |  | YKVHDRNATV |
| DKLEDFINNI |  | NSVLESLYIE |  | IKRGVTEDDG |  | RPIYALVNLA |  | TTSISKMATD |
| FAENELDLFR |  | KALELIIDSE |  | TGFASSTNIL |  | NLVDQLKGKK |  | MRKKEAEQVL |
| QKFVQNKWLI |  | EKEGEFTLHG |  | RAILEMEQYI |  | RETYPDAVKI |  | CNICHSLLIQ |
| GQSCETCGIR |  | MHLPCVAKYF |  | QSNAEPRCPH |  | CNDYWPHEIP |  | KVFDPEKERE |
| SGVLKSNKKS |  | LRSRQH     |  |            |  |            |  |            |

A: Аланін

C: Цистеїн

D: Аспарагінова кислота

E: Глутамінова кислота

F: Фенілаланін

G: Гліцин

H: Гістидин

I: Ізолейцин

K: Лізин

L: Лейцин

M: Метіонін

N: Аспарагін

P: Пролін

Q: Глутамін

R: Аргінін

S: Серин

T: Треонін

V: Валін

W: Триптофан

Кодований геном білок за функціями належить до лігаз, фосфопротеїнів. 
Задіяний у таких біологічних процесах, як пошкодження ДНК, репарація ДНК, рекомбінація ДНК. 
Білок має сайт для зв'язування з іонами металів, іоном цинку. 
Локалізований у ядрі, хромосомах.